# Poses
Poses és un municipi francès situat al departament de l'Eure i a la regió de Normandia. L'any 2007 tenia 1.121 habitants.

## Demografia

### Població
El 2007 la població de fet de Poses era de 1.121 persones. Hi havia 444 famílies de les quals 129 eren unipersonals (44 homes vivint sols i 85 dones vivint soles), 113 parelles sense fills, 178 parelles amb fills i 24 famílies monoparentals amb fills.
La població ha evolucionat segons el següent gràfic:
Habitants censats

### Habitatges
El 2007 hi havia 540 habitatges, 452 eren l'habitatge principal de la família, 60 eren segones residències i 28 estaven desocupats. 537 eren cases i 1 era un apartament. Dels 452 habitatges principals, 385 estaven ocupats pels seus propietaris, 54 estaven llogats i ocupats pels llogaters i 12 estaven cedits a títol gratuït; 1 tenia una cambra, 19 en tenien dues, 71 en tenien tres, 156 en tenien quatre i 205 en tenien cinc o més. 308 habitatges disposaven pel capbaix d'una plaça de pàrquing. A 193 habitatges hi havia un automòbil i a 207 n'hi havia dos o més.

### Piràmide de població
La piràmide de població per edats i sexe el 2009 era:
| Homes | Edats   | Dones |
| ----- | ------- | ----- |
| 0     | 95 o +  | 0     |
| 0     | 90 a 94 | 0     |
| 4     | 85 a 89 | 8     |
| 4     | 80 a 84 | 8     |
| 16    | 75 a 79 | 12    |
| 24    | 70 a 74 | 32    |
| 28    | 65 a 69 | 28    |
| 24    | 60 a 64 | 32    |
| 32    | 55 a 59 | 36    |
| 56    | 50 a 54 | 36    |
| 36    | 45 a 49 | 40    |
| 56    | 40 a 44 | 48    |
| 40    | 35 a 39 | 48    |
| 40    | 30 a 34 | 44    |
| 24    | 25 a 29 | 16    |
| 20    | 20 a 24 | 12    |
| 36    | 15 a 19 | 48    |
| 44    | 10 a 14 | 28    |
| 60    | 5 a 9   | 44    |
| 48    | 0 a 4   | 16    |

## Economia
El 2007 la població en edat de treballar era de 725 persones, 550 eren actives i 175 eren inactives. De les 550 persones actives 486 estaven ocupades (264 homes i 222 dones) i 63 estaven aturades (29 homes i 34 dones). De les 175 persones inactives 72 estaven jubilades, 62 estaven estudiant i 41 estaven classificades com a «altres inactius».

### Ingressos
El 2009 a Poses hi havia 450 unitats fiscals que integraven 1.115,5 persones, la mediana anual d'ingressos fiscals per persona era de 20.444 €.

### Activitats econòmiques
Dels 46 establiments que hi havia el 2007, 2 eren d'empreses de fabricació d'altres productes industrials, 2 d'empreses de construcció, 5 d'empreses de comerç i reparació d'automòbils, 5 d'empreses de transport, 10 d'empreses d'hostatgeria i restauració, 2 d'empreses financeres, 2 d'empreses immobiliàries, 8 d'empreses de serveis, 2 d'entitats de l'administració pública i 8 d'empreses classificades com a «altres activitats de serveis».
Dels 9 establiments de servei als particulars que hi havia el 2009, 1 era una oficina de correu, 1 fusteria, 1 empresa de construcció, 5 restaurants i 1 saló de bellesa.
L'any 2000 a Poses hi havia 5 explotacions agrícoles.

## Equipaments sanitaris i escolars
El 2009 hi havia una escola elemental.

## Poblacions més properes
El següent diagrama mostra les poblacions més properes.